# Hemisturmia brasiliensis
Hemisturmia brasiliensis là một loài ruồi trong họ Tachinidae.